# Аверін Сергій Сергійович
Сергій Сергійович Аверін (нар. 21 квітня 1975, Сімферополь, Кримська область, УРСР) — український та російський футболіст, нападник.

## Життєпис
Вихованець сімферопольської «Таврії», де його тренером був Віктор Орлов.
У 1993 році розпочав кар'єру футболіста в основному складі «Таврії», однак за команду провів всього одну гру в Кубку України. Потім грав в аматорському чемпіонаті України за охотниковську «Чайку». Влітку 1995 року перейшов у клуб другої ліги України — «Каховку», де грав протягом чотирьох місяців. Його наступним клубом стала «Нива-Космос», яка спочатку виступала у Другій лізі, а потім в аматорському чемпіонаті.
У сезоні 1997/98 років грав за друголіговий бориспільський «Борисфен», а на початку наступного сезону був гравцем «Поліграфтехніки» з Першої ліги. Влітку 1999 року повернувся до табору «Таврії», де грав протягом року і зіграв в більш ніж двадцяти матчах, проте в більшості з них виходив на заміну. Потім був футболістом «Титана» з Армянська протягом півроку. У 2001 році був гравцем сімферопольського «Динамо». Аж до вересня був найкращим бомбардиром другої ліги. У підсумку покинув команду після закінчення осінньої частини сезону 2001/02, цей сезон став найрезультативнішим у кар'єрі Аверіна, тоді він забив дев'ять м'ячів.
На запрошення Олександра Шудрика перейшов до складу аматорського колективу «Кримтеплиця» з Молодіжного. Разом з командою грав в українському аматорському чемпіонаті та Кубку. У листопаді 2002 року разом з командою став бронзовим призером першого розіграшу Кубку Кримтеплиці. У Другій лізі за «Кримтеплицю» грав протягом півроку, після чого покинув команду. У 2005 році був гравцем красноперекопського «Хіміка».
На даний час є головним тренером сімферопольської міні-футбольної команди МНС.

## Статистика
| Сезон   | Клуб                 | Ліга       | Чемпіонат | Чемпіонат | Кубок | Кубок |
| Сезон   | Клуб                 | Ліга       | Матчі     | Голи      | Матчі | Голи  |
| ------- | -------------------- | ---------- | --------- | --------- | ----- | ----- |
| 1993/94 | Таврія               | Вища ліга  | 0         | 0         | 1     | 0     |
| 1995/96 | Каховка              | Друга ліга | 14        | 2         | 1     | 0     |
| 1995/96 | Нива-Космос          | Друга ліга | 3         | 0         | 1     | 0     |
| 1997/98 | Борисфен             | Друга ліга | 20        | 1         |       |       |
| 1998/99 | Поліграфтехніка      | Перша ліга | 2         | 0         |       |       |
| 1999/00 | Таврія               | Вища ліга  | 21        | 1         | 2     | 0     |
| 2000/01 | Титан (Армянськ)     | Друга ліга | 13        | 1         |       |       |
| 2001/02 | Динамо (Сімферополь) | Друга ліга | 16        | 9         |       |       |
| 2003/04 | Кримтеплиця          | Друга ліга | 14        | 0         |       |       |